# جوكار مهدي (غوغر)
جوكار مهدي (بالفارسية: جوکار مهدی) هي قرية تقع في إيران في قسم غوغر الريفي. يقدر عدد سكانها بـ 30 نسمة .